# Concha Monje
Concepción Alicia Monje Micharet (Badajoz, 1977) es una investigadora española especializada en robótica. Es profesora titular de la Universidad Carlos III de Madrid (UC3M) donde forma parte del grupo de investigación RoboticsLab sobre arquitecturas de control para robots humanoides.

## Trayectoria
En 2006, se doctoró en Ingeniería Industrial por la Universidad de Extremadura con Premio Extraordinario, Mención de Doctorado Europeo y calificación Cum Laude. Ese mismo año se incorporó a la UC3M donde imparte clases sobre modelado y control de sistemas dinámicos y robótica. Monje forma parte del grupo internacional RoboticsLab de la Universidad Carlos III, uno de los más importantes de España y de los primeros de Europa en investigación sobre robots humanoides. Es directora del Centro de Formación y Servicios Aeronáuticos (CATS-UC3M), creado para dar servicios a empresas del sector aeroespacial. También ha colaborado en otros proyectos de investigación con centros de prestigio internacional de Estados Unidos, Francia o Alemania. Además ha liderado más de una docena de proyectos con alta transferencia tecnológica para empresas como FerroNats o Thales Alenia Space.
Monje ha participado y presidido varias conferencias internacionales de gran relevancia en la comunidad científica en la que desarrolla su trabajo. Es autora de numerosos artículos académicos que publica regularmente en revistas especializadas de gran repercusión en el campo de la robótica. En 2010 recibió en premio a la Mejor Publicación Científica de la revista Control Engineering Practice y publicó el libro, en colaboración con otros autores, Fractional-order Systems and Controls. Fundamentals and Applications, en la Editorial Springer. Es evaluadora experta de la Comisión Europea para el Programa Horizonte 2020 que financia proyectos de investigación e innovación. Además de evaluadora nacional de investigación del Ministerio de Competitividad e Industria de España. Monje participa  también en el proyecto europeo RoboCom++  en el que  están involucrados más de una veintena de países y cuyo objetivo es desarrollar el robot compañero asistencial del futuro.

### TEO
Entre los trabajos que Monje viene desarrollando a lo largo de los últimos años en la UC3M destaca la investigación en torno al robot humanoide TEO. De tamaño y peso humano, este robot bípedo está pensado para prestar servicios asistenciales de gran eficiencia que mejoren la calidad de vida de las personas. El trabajo de Monje se centra principalmente en el sistema de control de su funcionamiento que según ella «consiste en dotar a los robots de elementos blandos que los hagan más seguros en la interacción con los humanos y que les permitan acceder a espacios más complejos, como los que se dan en situaciones de rescate». Esta tecnología puede aplicarse al desarrollo de exoesqueletos para la rehabilitación de miembros humanos dañados por accidentes. La investigación llevada a cabo con el robot TEO cuenta con un reconocido prestigio, como lo demuestran los más de veinte proyecto internacionales que se han creado a partir de este prototipo pionero en su especie y que reúne los mayores avances científicos en robótica.

### Visibilidad de las mujeres y divulgación científica
Conocedora del olvido soportado por muchas científicas que la precedieron, Monje considera como un asunto de vital importancia visibilizar el papel que juegan las mujeres en la ciencia y la tecnología, así como que se reconozcan los logros debidos a ellas, con el fin de lograr una igualdad efectiva y real y el empoderamiento de las mujeres también en el ámbito científico. Este compromiso se plasma en su participación activa con entidades y organismos de igualdad como el Instituto de la Mujer o en acciones desarrolladas con motivo del Día Internacional de la Mujer y la Niña en la Ciencia. Asimismo, su continua labor divulgadora le ha llevado a colaborar con distintos programas de radio y televisión, participar como asesora científica en la película Autómata, protagonizada por Antonio Banderas, o impartir una charla TED en Vitoria, España, en 2017 y en septiembre de 2020.

## Reconocimientos
Concepción Monje ha recibido el Premio a la Mejor Científica Contemporánea 2017, otorgado por la revista de divulgación científica QUO, en colaboración con el Consejo Superior de Investigaciones Científicas, CSIC, y el de Mujer y Tecnología, por su labor a favor de la visibilidad de la mujer en la ciencia y la tecnología y la divulgación científica, destacando el trabajo de investigación, Fundación Orange (2018), el Premio de Excelencia (2018), de la ucm3.m,  y el Premio Ada Byron a la Mujer Tecnóloga, de la Facultad de Ingeniería de la Universidad de Deusto, en 2019.